# Chatfield, Ohio
Chatfield là một làng thuộc quận Crawford, tiểu bang Ohio, Hoa Kỳ. Năm 2010, dân số của làng này là 189 người.

## Dân số
- Dân số năm 2000: 218 người.
- Dân số năm 2010: 189 người.